# Поллок, Финли
Финли Поллок (англ. Finlay Pollock; род. 27 июня 2004, Эдинбург) — шотландский футболист, атакующий полузащитник клуба «Харт оф Мидлотиан».

## Клубная карьера
Поллок — воспитанник клуба «Харт оф Мидлотиан». 24 апреля 2021 года в матче против «Инвернесс Каледониан Тисл» он дебютировал в шотландском Чемпионшипе. В 2022 году Поллок на правах аренды перешёл в «Ист Файф». 12 марта в матче против «Дамбартона» он дебютировал в Первой лиге Шотландии. По окончании аренды игрок вернулся в «Хартс». 28 февраля 2024 года в матче против «Хиберниана» он дебютировал в шотландской Премьер-лиге.
Летом 2024 года Поллок перешёл в «Рэйт Роверс». 21 сентября в матче против «Гамильтон Академикал» он дебютировал за новую команду. В этом же поединке Финли забил свой первый гол за «Рэйт Роверс». По окончании аренды он вернулся в «Хартс».